# Zbigniew Szurig
Zbigniew Szurig (ur.: 13 maja 1938, zm: 4 sierpnia 1984) – polski brydżysta, Arcymistrz Międzynarodowy, matematyk.
Wykładał na Politechnice Warszawskiej, uczył też matematyki w klasach eksperymentalnych w warszawskim „Gottwaldzie”.
Był bardzo wpływowym teoretykiem licytacji, opracował wiele konwencji brydżowych, między innymi:
- Flisz,
- Obrona Szuriga,
- Schemat kolejnościowy,
- Wywołanie kombinowane.

## Wyniki brydżowe

### Rozgrywki krajowe
W rozgrywkach krajowych zdobywał następujące lokaty:
| Drużynowe mistrzostwa Polski | Drużynowe mistrzostwa Polski | Drużynowe mistrzostwa Polski |
| Sezon                        | Drużyna                      | Pozycja                      |
| ---------------------------- | ---------------------------- | ---------------------------- |
| 1980/81                      | Warszawianka                 | 2                            |
| 1978/79                      | Warszawianka                 | 2                            |
| 1978                         | Warszawianka                 | 2                            |
| 1976                         | Warszawianka                 | 2                            |
| 1974                         | Warszawianka                 | 2                            |
| 1971                         | Warszawianka                 | 2                            |
| 1970                         | Warszawianka                 | 1                            |
| 1968                         | Warszawianka                 | 1                            |
| 1967                         | Warszawianka                 | 3                            |
| 1966                         | Warszawianka                 | 1                            |
| 1965                         | Juvenia Warszawa             | 2                            |
| 1964                         | Juvenia AZS Warszawa         | 1                            |
| 1963                         | Juvenia Stodoła W-wa         | 1                            |
| 1961/62                      | Juvenia Stodoła W-wa         | 1                            |
| 1960/61                      | Juvenia Stodoła W-wa         | 2                            |

| Mistrzostwa Polski par | Mistrzostwa Polski par | Mistrzostwa Polski par | Mistrzostwa Polski par |
| Rok                    | Kategoria              | Partner                | Pozycja                |
| ---------------------- | ---------------------- | ---------------------- | ---------------------- |
| 1970                   | Miksty                 | Wiesława Tomaszewska   | 1                      |
| 1963                   | Miksty                 | Halina Rożek           | 1                      |

| Mistrzostwa Polski indywidualne | Mistrzostwa Polski indywidualne | Mistrzostwa Polski indywidualne | Mistrzostwa Polski indywidualne |
| Rok                             | Kategoria                       | Pozycja                         |                                 |
| ------------------------------- | ------------------------------- | ------------------------------- | ------------------------------- |
| 1959                            | Open                            | 1                               |                                 |

| Puchar Polski | Puchar Polski | Puchar Polski |
| Rok           | Drużyna       | Pozycja       |
| ------------- | ------------- | ------------- |
| 1980          | Warszawianka  | 1             |

### Olimpiady
Na olimpiadach w zawodach teamów uzyskał następujące rezultaty:
| Olimpiady brydżowe. Zawody teamów | Olimpiady brydżowe. Zawody teamów | Olimpiady brydżowe. Zawody teamów | Olimpiady brydżowe. Zawody teamów | Olimpiady brydżowe. Zawody teamów | Olimpiady brydżowe. Zawody teamów |
| Rok                               | Miejsce                           | Zawody                            | Kategoria                         | Drużyna                           | Pozycja                           |
| --------------------------------- | --------------------------------- | --------------------------------- | --------------------------------- | --------------------------------- | --------------------------------- |
| 1980                              | Valkenburg                        | 6 Olimpiada Teamów                | Open                              | Poland                            | 19                                |
| 1964                              | Nowy Jork                         | 2 Olimpiada Teamów                | Open                              | Poland                            | 16                                |

### Zawody europejskie
W europejskich zawodach zdobył następujące lokaty:
| Zawody europejskie. Konkurencja teamów | Zawody europejskie. Konkurencja teamów | Zawody europejskie. Konkurencja teamów | Zawody europejskie. Konkurencja teamów | Zawody europejskie. Konkurencja teamów | Zawody europejskie. Konkurencja teamów |
| Rok                                    | Miejsce                                | Zawody                                 | Kategoria                              | Drużyna                                | Pozycja                                |
| -------------------------------------- | -------------------------------------- | -------------------------------------- | -------------------------------------- | -------------------------------------- | -------------------------------------- |
| 1979                                   | Lozanna                                | 34 Mistrzostwa Europy Teamów           | Open                                   | Poland                                 | 7                                      |
| 1977                                   | Elsinore                               | 33 Mistrzostwa Europy Teamów           | Open                                   | Poland                                 | 12                                     |
| 1965                                   | Ostenda                                | 24 Mistrzostwa Europy Teamów           | Open                                   | Poland                                 | 10                                     |
| 1963                                   | Baden-Baden                            | 23 Mistrzostwa Europy Teamów           | Open                                   | Poland                                 | 3                                      |

## Wybrane publikacje
1. Zbigniew Szurig: Podstawy licytacji naturalnej. Warszawa: PZBS, 1987. Brak numerów stron w książce
2. Zbigniew Szurig: Taktyka w meczu brydżowym. Warszawa: PZBS, 1976. Brak numerów stron w książce
3. Zbigniew Szurig: Techniki rozumowania logicznego w brydżu. Olsztyn: PZBS, 1990. Brak numerów stron w książce
4. Zbigniew Szurig: Trening brydżowy. Warszawa: PZBS, 1985. Brak numerów stron w książce